# Asturias de Laredo
Asturias de Laredo es una de las denominaciones históricas que recibió el territorio costero del extremo oriental de Cantabria durante la Edad Media, limitando al norte con el mar Cantábrico, al oeste con las Asturias de Trasmiera y al este y sur con la provincia de Vizcaya. El término se aplica en tiempos de García Sánchez III de Pamplona y antes, en que las Asturias de Laredo constituían siete merindades nobles de Castilla la Vieja y poseía el castillo de Cueto.